# 波佛斯37公厘戰防炮
波佛斯37公厘戰防炮（Bofors 37 mm）為瑞典波佛斯公司開發的反戰車砲。

## 開發以及特性
1930年，瑞典軍方對波佛斯公司提出了新型37公厘反戰車炮的開發委託，此反戰車炮必須要有0.7公斤的穿甲彈頭以及800公尺/秒的初速，1931年波佛斯完成設計，雖然性能上達到瑞典軍方的要求，但是為了兼顧射擊準度因此整體重量必須要800公斤，在Harald Jentzen以及其研發小組設計出了開孔式炮口制退器下，相同準度條件需求重量降低至400公斤，原型炮於1932年3月完成，除了炮栓鎖閉結構為沿用德國技術以外，剩下的裝備都是波佛斯自行設計，在經過相關測試後1934年瑞典軍方下單採購。

此款火炮在設計初期已納入拆卸運輸的需求，因此在有必要時整座火炮可以分解為11個部件讓整座火炮可以用騾馬甚至人力運輸，其中最重的部件為43公斤的炮身，其他部件大多在30公斤上下，人力火炮拆卸或組裝運用可在四分鐘內完成，如果在拖曳狀態可以在30秒內完成發射準備。

## 穿甲能力
由於各國生產時間以及裝藥版本差異，因此在貫穿能力上也有差別，穿甲能力在1930年代算是合格，但是到1941年後就顯得落伍，由於此款反戰車炮面對的敵人主要是戰間期生產的戰車，因此在作戰表現以及評價上比太晚參戰的PAK 36以及M3反戰車炮來的好。

瑞典版本(初速830m/s)
| 距離       | 裝甲版傾斜30° |
| ---------- | ------------- |
| 300 公尺   | 40公厘        |
| 500 公尺   | 33公厘        |
| 1,000 公尺 | 20公厘        |

波蘭版本(初速800m/s)

| 距離       | 裝甲版傾斜0° | 裝甲板傾斜30° |
| ---------- | ------------ | ------------- |
| 100 公尺   |              | 40公厘        |
| 300 公尺   | 60公厘       |               |
| 500 公尺   | 48公厘       |               |
| 1,000 公尺 | 30公厘       |               |
| 1,500 公尺 | 23公厘       |               |

芬蘭版本(初速870m/s)

| 距離       | 裝甲版傾斜20° | 裝甲板傾斜30° |
| ---------- | ------------- | ------------- |
| 100 公尺   | 55公厘        |               |
| 300 公尺   | 49公厘        | 42公厘        |
| 500 公尺   | 44公厘        | 37公厘        |
| 1,000 公尺 | 33公厘        | 28公厘        |
| 1,500 公尺 | 13公厘        |               |

## 使用國家
丹麦1937年取得授權生產，並修改了炮彈裝藥讓火炮擁有更高初速，授權生產命名為37mm Fodfolkskanon m1937，1945年反攻回丹麥前流亡政府向瑞典訂購一批1938年型的37公厘反戰車炮，但是並沒有參加實戰
 芬兰1936年獲得授權並交由Tampella公司與VTT公司(Valtion Tykkitehdas)生產，授權生產版本稱為37mm Pansarvärnskanon m/36，由於生產進度過慢因此向瑞典原廠購買114門以及3萬2千枚砲彈應急，其中26門用於維克斯六噸坦克的改裝，所有火炮在冬季戰爭前以及戰爭期間陸續運交，在冬季戰爭後向德國購買42門波蘭製同款火炮1939-1941年間自行生產了355門，這些火炮在1944年退出第一線後持續保留在預備役清單中直到1986年才退役。
 德國從波蘭、荷蘭、丹麥等國的戰爭中繳獲了大量此型火炮，從波蘭擄獲的命名為Pak 36(p) 3.7cm，從丹麥擄獲的稱為3.7cm Pak 157(d)，這些火炮沿用到1940年以後就大量轉賣至他國
 荷蘭瑞典以外的第一個海外使用國，1935年購入了12門，在戰爭結束後在國內保存了1門實物
 波蘭此款火炮最大的使用國，1936年購入300門並購買授權由SMPzA公司(Stowarzyszenie Mechaników Polski z Ameryki)生產，國內生產的版本叫做37mm armata przeciwpancerny wz.36，在與德國開戰前總共生產了1112門，其中900門為拖曳式火炮，其他安裝在7TP戰車、9TP、10TP上
 羅馬尼亞1940年後以等價石油向德國購買了556門
 西班牙在西班牙內戰中購買了未知數量用於反戰車任務
 瑞典1934年服役，瑞典編號37 mm infanterikanon m/34(步兵炮1934年型)，1938年改良版本服役稱為37 mm pansarvärnskanon m/38 (1938年型反戰車炮)以及37 mm pansarvärnskanon m/38 F，除了拖曳式版本外瑞典也將此裝備安裝在自行研發的戰車上，戰車炮版本稱為 37 mm Kanon m/38 stridsvagn，安裝在Strv m/38、Strv m/39、Strv m/40等輕戰車上，另外Strv m/41輕戰車(瑞典製Panzer 38(t))也安裝上同樣武裝
 土耳其
 英国在戰爭爆發前緊急向瑞典訂購250門，但是到戰爭發生時僅運到了80門，這批外國武器英國方面給予37公厘速射炮一型(Ordnance QF 37 mm Mk I)的編號
 苏联在冬季戰爭以及波蘭入侵時繳獲了部分此裝備，在1941年德國入侵時為了補充前線耗損因此將這些繳獲裝備配發至前線
 南斯拉夫